# هلن اتکینسون-وود
هلن اتکینسون-وود (انگلیسی: Helen Atkinson-Wood؛ زادهٔ ۱۴ مارس ۱۹۵۵) بازیگر، کمدین و مجری تلویزیون اهل بریتانیا است.
از فیلم‌ها یا مجموعه‌های تلویزیونی که وی در آن‌ها نقش داشته‌است، می‌توان به بلک‌ادر سوم اشاره نمود.